# سیژنیت
سیژنیت  (به انگلیسی: Siegenite) با فرمول شیمیایی (CoNi)3S4 از مجموعه کانی هاست و از نام محل معدنی Siegen در آلمان گرفته شده‌است محلول در HNO3 Co: ۲۹٫۰۲٪  Ni: ۲۸٫۸۹٪  S: ۴۲٫۰۹٪  کبالت خالص - نیکل خالص و ادخال‌های Fe , Cu , Se برای اولین بار در چک اسلواکی کشف شد و از نظر شکل بلور: اکتائدر، رنگ: خاکستری تیره - خاکستری فلزی - خاکستری بنفش، شفافیت: کدر (اپاک)، شکستگی: نامنظم، رخ: ناقص- مطابق با سطح، سیستم تبلور: مکعبی و در رده‌بندی سولفور است همچنین خاصیت مغناطیسی ندارد و منشأ تشکیل آن هیدرو ترمال است.
همایند کانی‌شناسی (پارانژ) آن اشعه X و و اکنشهای شیمیائیبراووئیت- لیدریت- پیریت- لینه ایت و غیره است
، از نظر ژیزمان بلوری - آگرگات دانه‌ای کمیاب است و بیشتر در آلمان غربی، چک اسلواکی، سوئد، نامبیا، زئیر و آمریکا یافت می‌شود.

## منبع
- پردیس کشاورزی ایران